# Kōsuke Gomi
Kōsuke Gomi (五味 康祐, Gomi Kōsuke, 20 décembre 1921 – 1er avril 1980) est le nom de plume de Yasusuke Gomi, romancier japonais de l'ère Shōwa. Il est surtout connu pour ses romans construits sur des thèmes historiques.

## Biographie
Gomi naît dans le district de Namba d'Osaka. Ses parents meurent quand il est encore enfant et il est élevé par ses grands-parents qui gèrent une prospère entreprise de théâtres et cinémas locaux. Il quitte une école préparatoire à l'Université Waseda, mais face au danger de la conscription en 1942, s'inscrit rapidement dans le département de littérature de l'Université Meiji. Cependant, en 1943, tous les étudiants sont enrôlés dans l'Armée impériale du Japon et Gomi est envoyé sur le front chinois. Il est stationné à Nankin jusqu'à la fin de la guerre. Il fait à cette époque connaissance de l'écrivain Yojūrō Yasuda qui l'encourage à poursuivre son intérêt pour l'histoire et la fiction historique en devenant écrivain.
Après la fin de la guerre, Gomi termine ses études à l'Université Meiji, et commence à écrire de la fiction populaire avec des sabreurs de l'époque d'Edo comme personnages. En particulier, il écrit beaucoup d'histoires en utilisant le samouraï Yagyū Jūbei Mitsuyoshi pour héros. Il crée également un personnage appelé Aoi Shingo, fils illégitime fictif du  shogun Tokugawa Yoshimune, qui voyage déguisé dans tout le Japon et redresse les torts causés par le gouvernement.
Gomi vit à Mitaka dans la banlieue de Tokyo à partir de 1947. Il y a pour voisin le célèbre lutteur sumo Minanogawa Tōzō (en). Il déménage à Kobe en 1950, où il est par la suite hospitalisé pour une surdose de stimulants illégaux. Il retourne à Tokyo en 1952. Gomi remporte la 28e édition du prix Akutagawa en 1953.
Son roman, Les Rouleaux secrets, est adapté au cinéma en 1958 dans Les Rouleaux secrets de Yagyu avec Toshirō Mifune en vedette.
En plus de sa carrière d'écrivain, Gomi est également un critique musical réputé ainsi qu'un essayeur de systèmes audio. Il se délasse de nombreux loisirs allant du mahjong à la chiromancie, et il laisse de nombreuses monographies consacrées à ses passe-temps.
Mordu de voiture, Gomi est arrêté une fois pour conduite en état d'ivresse en mai 1961. Le 31 janvier 1964, il est impliqué dans une collision frontale avec un camion alors qu'il circule sur la route nationale 1 à Suzuka, accident qui le laisse hospitalisé avec des blessures internes. Le 24 juillet 1965, alors qu'il traverse Nagoya à grande vitesse, il renverse et tue une femme de 60 ans et son petit-fils de 6 ans. Il est condamné à une peine légère (18 mois de prison, cinq ans de sursis), en partie due à une pétition signée par de nombreuses sommités littéraires, dont Kawabata Yasunari, Shiga Naoya, Mishima Yukio entre autres.
Gomi meurt d'un cancer des poumons en 1980 à l'âge de 58 ans. Sa tombe se trouve au Kenchō-ji à Kamakura, préfecture de Kanagawa.